# Ungleichungen in Vierecken
Ungleichungen in Vierecken sind Ungleichungen, die verschiedene Größen in einem Viereck zueinander in Beziehung setzen. Die Ungleichungen gelten, wenn sich das Viereck im (ungekrümmten) Euklidischen Raum {\displaystyle \mathbb {R} ^{3}} befindet. {\displaystyle a,b,c,d} bezeichnen im Folgenden die Seitenlängen, {\displaystyle e,f} die Diagonallängen eines Vierecks.

Größen im Viereck

## Verallgemeinerte Dreiecksungleichung
In jedem Viereck ist die Summe dreier beliebiger Seitenlängen größer als die vierte Seitenlänge:
{\displaystyle a+b+c>d,\quad b+c+d>a,\quad a+c+d>b,\quad a+b+d>c.}
Daraus folgt:
{\displaystyle a^{2}+b^{2}+c^{2}>{\frac {d^{2}}{3}}}

## Ptolemäische Ungleichung
In jedem Viereck gilt die Ungleichung des Ptolemäus:
{\displaystyle a\cdot c+b\cdot d\geq e\cdot f}.
Im Falle eines Sehnenvierecks gilt Gleichheit (Satz von Ptolemäus).

## Ungleichung zwischen Umfang und Diagonalen
In jedem konvexen Viereck liegt die Summe der Diagonalenlängen zwischen dem halben und dem ganzen Umfang:
{\displaystyle {\frac {1}{2}}(a+b+c+d)<e+f<a+b+c+d}

## Vierecksungleichung für Metriken
Aus der Dreiecksungleichung folgt die Vierecksungleichung im metrischen Raum:
{\displaystyle {\Big |}d(x,y)-d(u,v){\Big |}\leq d(x,u)+d(v,y)}.
Beweis:
Durch mehrfache Anwendung der Dreiecksungleichung erhält man:
{\displaystyle d(x,y)\leq d(x,u)+d(u,v)+d(v,y)} bzw.
{\displaystyle d(u,v)\leq d(u,x)+d(x,y)+d(y,v)}
Unter Verwendung der Eigenschaften von Metriken und absoluten Beträgen gilt dann
{\displaystyle {\Big |}d(x,y)-d(u,v){\Big |}=d(x,y)-d(u,v)\leq d(x,u)+d(u,v)+d(v,y)-d(u,v)=d(x,u)+d(v,y)}
falls {\displaystyle d(x,y)-d(u,v)\geq 0} gilt bzw. im Fall {\displaystyle d(x,y)-d(u,v)\leq 0}
{\displaystyle {\Big |}d(x,y)-d(u,v){\Big |}=d(u,v)-d(x,y)\leq d(u,x)+d(x,y)+d(y,v)-d(x,y)=d(x,u)+d(v,y)}